# Torquat d'Empúries
|  | Per a altres significats, vegeu «Torquat». |

Torquat d'Empúries fou un sant llegendari, avui oblidat i sense culte, venerat a l'Empordà com a antic bisbe d'Empúries.
Joan Amades i alguns santorals antics esmenten el 15 de maig la festivitat de Sant Torquat d'Empúries, sense detallar-ne més. Amades comenta que no se'n sap res de la vida, i els santorals el qualifiquen com a bisbe d'Empúries.
Probablement, sigui una figura llegendària: la llista de bisbes d'Empúries no inclou cap Torquat i el mateix dia, 15 de maig, és la festivitat del bisbe Torquat d'Acci, també llegendari. Es pot tractar d'un desdoblament d'aquest sant.